# Flugplatz Podor

i7
i11
i13
Der Flugplatz Podor (französisch Aérodrome de Podor, IATA-Code: POD, ICAO-Code: GOSP) ist der nördlichste Flugplatz Senegals. Er liegt außerhalb der Stadt Podor in der Region Saint-Louis.
Der Flugplatz wird von der Regierung Senegals für die zivile Luftfahrt betrieben. Er liegt im Norden einer Flussschleife des Senegal, dessen Strommitte die Grenze num Nachbarland Mauretanien bildet und rund drei Kilometer nördlich des Stadtzentrums von Podor, der Präfektur des Départements Podor. Die beiden Enden der Start- und Landebahn sind nur rund 100 bzw. 700 Meter vom Ufer der Flussschleife entfernt, sodass der Anflug mehr oder weniger auch durch den Luftraum von Mauretanien führen muss.